# Microstomini
Tribu
Les Microstomini sont une tribu de poissons de la famille des Pleuronectidae.
Comme tous les poissons de la famille des Pleuronectidae, les poissons de la tribu Microstomini possèdent un corps aplati asymétrique et leurs yeux sont sur un même côté de ce corps.

## Liste des genres
- Dexistes Jordan & Starks, 1904
- Glyptocephalus Gottsche, 1835
- Lepidopsetta Gill, 1862
- Microstomus Gottsche, 1835
- Pleuronichthys Girard, 1854